# Parlament aufmischen – Stimme der Letzten Generation

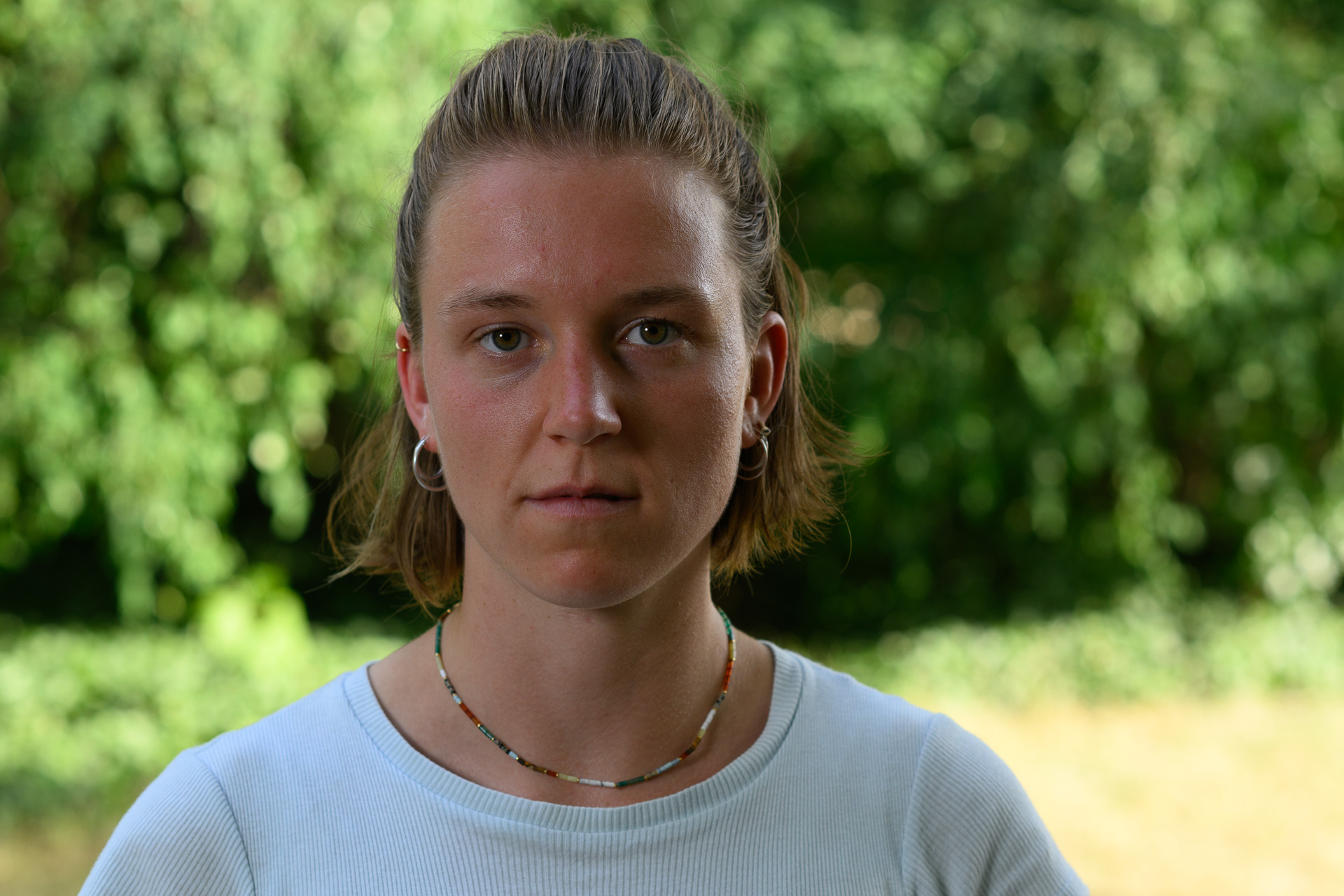
Spitzenkandidatin Lina Johnsen

Parlament aufmischen – Stimme der Letzten Generation (Kurzbezeichnung: „LETZTE GENERATION“) ist eine von der Letzten Generation zur Teilnahme an der Europawahl in Deutschland 2024 gegründete Sonstige Politische Vereinigung.

## Kandidierende
Für die Sitze im Europaparlament kandidierten neben Lina Johnsen auf Platz 1 unter anderen Carla Hinrichs, Raúl Semmler und Henning Jeschke.

## Vorgeschichte
Am 7. Februar 2024 kündigte die Letzte Generation an, an der Europawahl im Juni des gleichen Jahres als parteilose Wählerliste nach deutschem Europawahlrecht teilnehmen zu wollen und begann damit, dafür Spenden und die notwendigen 4.000 Unterschriften zu sammeln. Am 29. März ließ der Bundeswahlausschuss den Wahlvorschlag zu.

## Programm
Das Programm der Wählergruppe beinhaltet unter anderem die Stärkung der Demokratie, den Einsatz von Gesellschaftsräten, den schnellstmöglichen Ausstieg aus fossilen Energieträgern und soziale Gerechtigkeit weltweit: Durch die Einberufung geloster europaweiter Gesellschaftsräte sollen die Gerechtigkeits- und Teilhabeaspekte der Bürger stärker berücksichtigt werden. Diese Räte sollen Pläne in Bereichen wie Bildung, Soziales oder Umwelt ausarbeiten und diese anschließend der Politik zur Umsetzung vorlegen. Im Bereich der Klimapolitik wird der vollständige Ausstieg aus fossilen Energieträgern bis spätestens 2030 gefordert. Die hierfür erforderlichen Maßnahmen sollen insbesondere durch Abgaben finanziert werden, die von besonders wohlhabenden Bürgern getragen werden sollen. Hierdurch soll eine sozial gerechte Wende in der Klimapolitik sichergestellt werden. Außerdem spricht sich die Vereinigung gegen eine „Festung Europa“ und weitere Investitionen in die Grenzschutzagentur Frontex aus. Stattdessen sollten Wege zur Wiedergutmachung kolonialer Verbrechen und zum gemeinsamen Klimaschutz mit dem Globalen Süden gefunden werden. Zudem sollen soziale Bewegungen stärker unterstützt werden, indem diese etwa mehr Möglichkeiten erhalten, um ihre Anliegen öffentlichkeitswirksam vorzustellen.
In einem Interview bestätigte Carla Hinrichs, Kandidatin auf Listenplatz drei und Sprecherin der Letzten Generation, dass auch die Stimme des Widerstands und Protest ins Parlament getragen werden sollen. Was genau damit gemeint ist, wurde nicht im Detail beantwortet. Die Spitzenkandidatin Johnsen sprach von „den Betrieb stören“.

## Kampagne
Am 17. April 2024 wurde zum Wahlkampf ein TikTok-Wettbewerb gestartet, bei dem bis zur Wahl jede Woche ein Interrail-Pass als Preis für das Antwortvideo mit den meisten Aufrufen vergeben wurde.

## Wahlergebnis

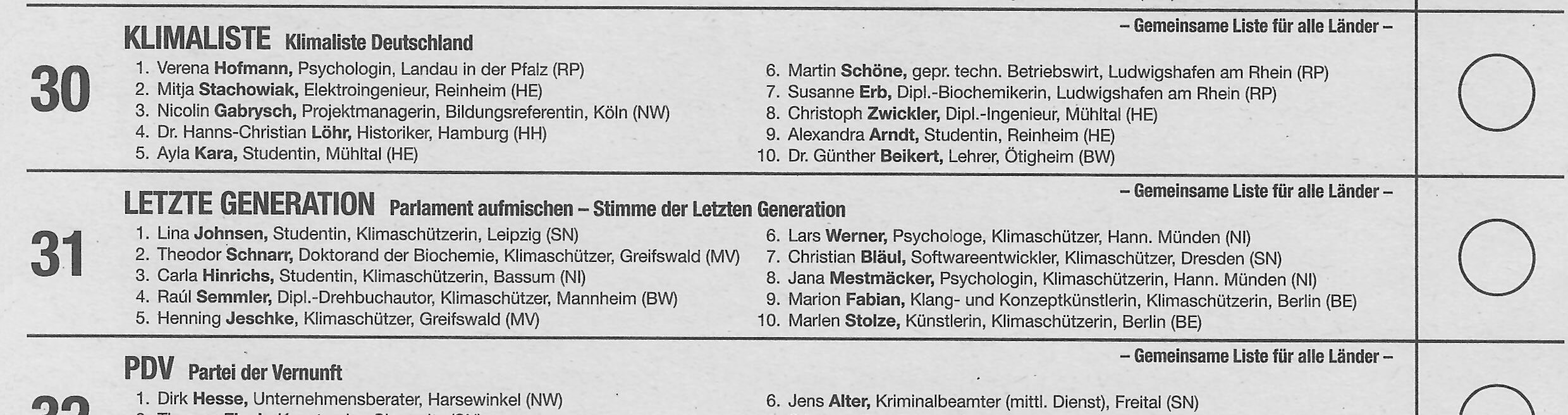
Die LETZTE GENERATION auf einem Stimmzettel der Europawahl zwischen KLIMALISTE und PDV.

Die Gruppe erzielte bei der Europawahl 2024 in Deutschland 104.386 Stimmen, was einem Anteil von 0,3 % entspricht, und erhielt somit keinen Sitz.